# Carle Naudot
Pour les articles homonymes, voir Naudot.
Carle Naudot, né le 26 février 1880 à Pertuis et mort le 27 juillet 1948 à Arles, est un dessinateur, photographe et ethnologue français.

## Biographie

### Enfance et études
Charles Naudot naît en 1880 à Pertuis (Vaucluse), d'un père mécanicien des chemins de fer. Il passe son enfance à Marseille (Bouches-du-Rhône) puis à Bollène (Vaucluse). En 1888, il suit un apprentissage professionnel à Chalon-sur-Saône avant d'entrer, en 1888, aux ateliers des chemins de fer d'Arles. En 1900, il est embauché comme dessinateur à la société Solvay à Salin-de-Giraud (où il deviendra par la suite chef du bureau des études),. 
En 1906, il épouse Joséphine Yonnet, fille du manadier Christophe Yonnet. Ils ont deux filles, Nerte, née en 1910, et Estérelle, née en 1922, syndicaliste et missionnaire chrétienne.
S'attachant à cette terre de Camargue (où il résidera jusqu'en 1943), il remplace son prénom Charles par le provençal Carle et prend Lou Camarguen (le Camarguais) comme pseudonyme.
Photographe amateur, Carle Naudot immortalise d'abord ses proches et les habitants de sa ville Salin-de-Giraud. 
En 1912, à la mort de son beau-père, il entrepend un travail de collecte ethnographique en collaboration avec Marius Lautier, son collègue au bureau des études de Solvay : « Chaque jour, il emporte avec lui six plaques de verres pour autant de photographies qu’il indexe scrupuleusement dans un carnet : lieu, heure, météo. Il dessine également des portraits des gens de Salins. Il décrit le milieu : la faune, la flore et jusqu’aux mouvements deltaïques. Il devient chroniqueur, rapportant fêtes ou naufrages. Enfin il se penche sur le métier de gardian et le décrit avec un luxe de détails (...). »
Membre du mouvement littéraire provençal du Félibrige, restaurateur de la Confrérie des gardians, adjoint spécial de Salin-de-Giraud à la mairie d'Arles, créateur du club taurin de Salin en 1901 et membre de la Société française d'ethnographie, il consacre tout son temps libre à la vie de la basse Camargue et à la diffusion de la culture régionale.

### Premières publications
En 1947, il publie sa première étude ethnographique, Le Seden (Lou Seden), sur la corde servant de licol, longe ou lasso aux gardiens des manades.
L'année suivante, il publie, en collaboration avec Henri Marc et Victor Quenin, Terre de Camargue (Terro camarguenco), album de quelque 150 photographies.

### Camargue et gardians
Voulant rendre hommage à son beau-père et au travail du gardian, Carle Naudot rassemble toutes les informations sur la vie en basse Camargue dans la première moitié du XXe siècle. Il s'apprête à publier la maquette de son troisième ouvrage, Camargue et gardians, lorsque la mort le frappe en cette année 1948. Ses filles, Nerthe et Estérelle, décident de conserver par devers elles le manuscrit ainsi que les plaques photographiques. 
Quelque trente ans plus tard, elles demandent au Parc naturel régional de Camargue, créé en 1970 pour protéger le patrimoine culturel et naturel de la région, d'éditer l'ouvrage, ce qui est fait en 1977 avec la publication posthume de Camargue et gardians.
Trente-cinq ans plus tard, en 2012, le musée de Camargue livre une nouvelle édition —- revue, corrigée et augmentée —- du livre : les photos originelles sont complétées, certaines sont annotées en marge, les dessins qui ne sont pas de la main de l'auteur sont refaits, certaines données du texte sont mises à jour. La numérisation du fonds photographique permet d'améliorer le rendu des photos. 

### Fonds Naudot
Les plaques de verre ayant permis d'illustrer les deux éditions du livre  Camargue et gardians sont aujourd'hui conservées au Musée de la Camargue. La collection Naudot compte environ 1900 plaques de verre, réalisées de 1900 à 1948. Elles représentent des portraits, des célébrations, des paysages, des objets ou des scènes de la vie quotidienne. Elle concerne également l'architecture industrielle de Salin-de-Giraud.

## Œuvre
- Le Seden (Lou Seden), Contribution au folklore de Camargue, Confrérie des gardians, Arles, 1947, 45 p.

- avec Henri Marc, Victor Quenin, Terre de Camargue  (Terro camarguenco), Arthaud, Grenoble, 1948, 159 p., couverture par Yves Brayer (album contenant env. 150 photographies et une carte de Camargue avec textes en français et en provençal)

- Camargue et gardians, Folklore de Camargue, 1977 ; réédition, coédition Musée de la Camargue / Parc régional de Camargue / Actes Sud, 2011, 228 p., 223 ill.,  (ISBN 978-2-330-00194-0)

Photos de la collection Naudot du Musée de la Camargue
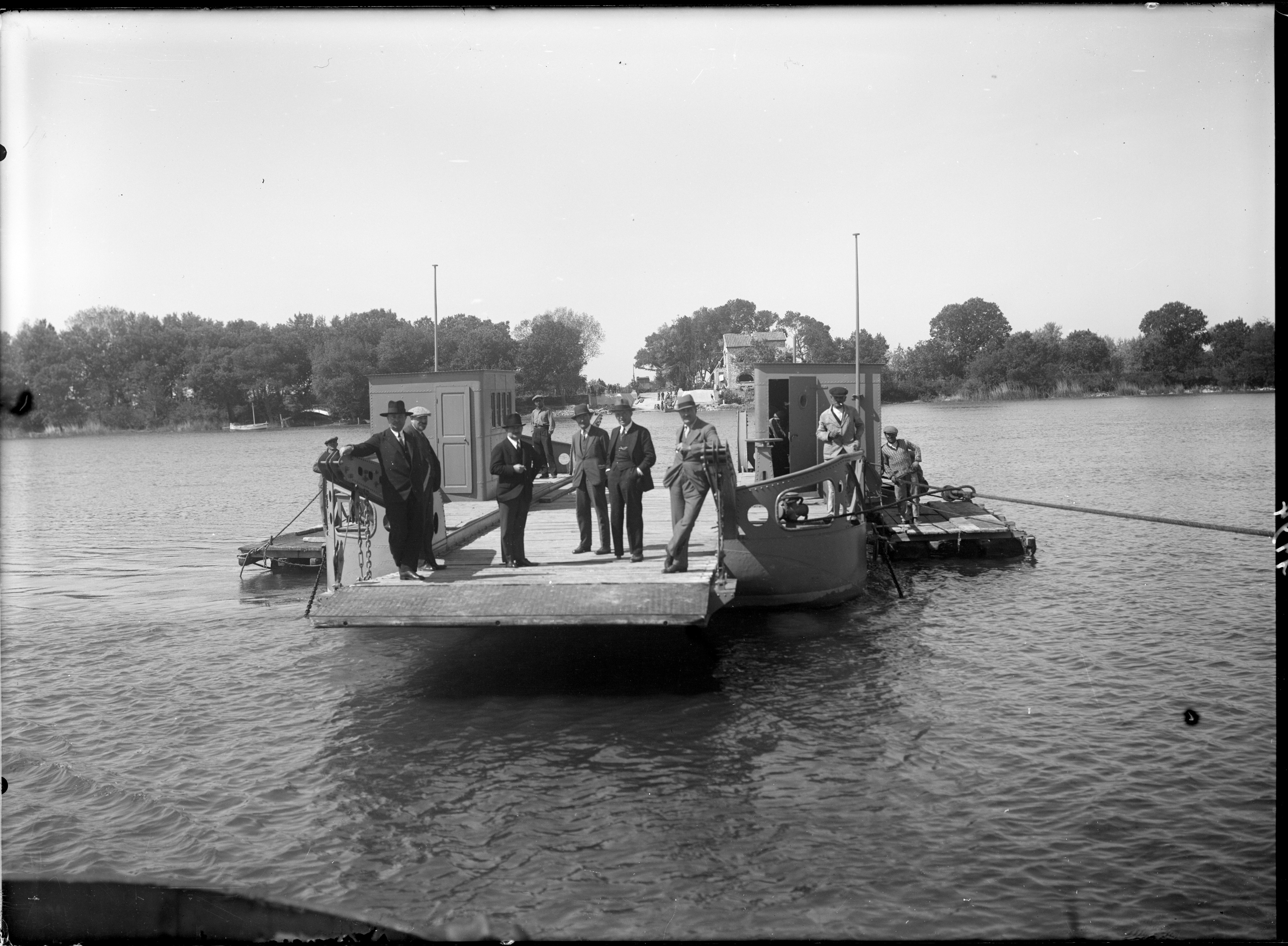
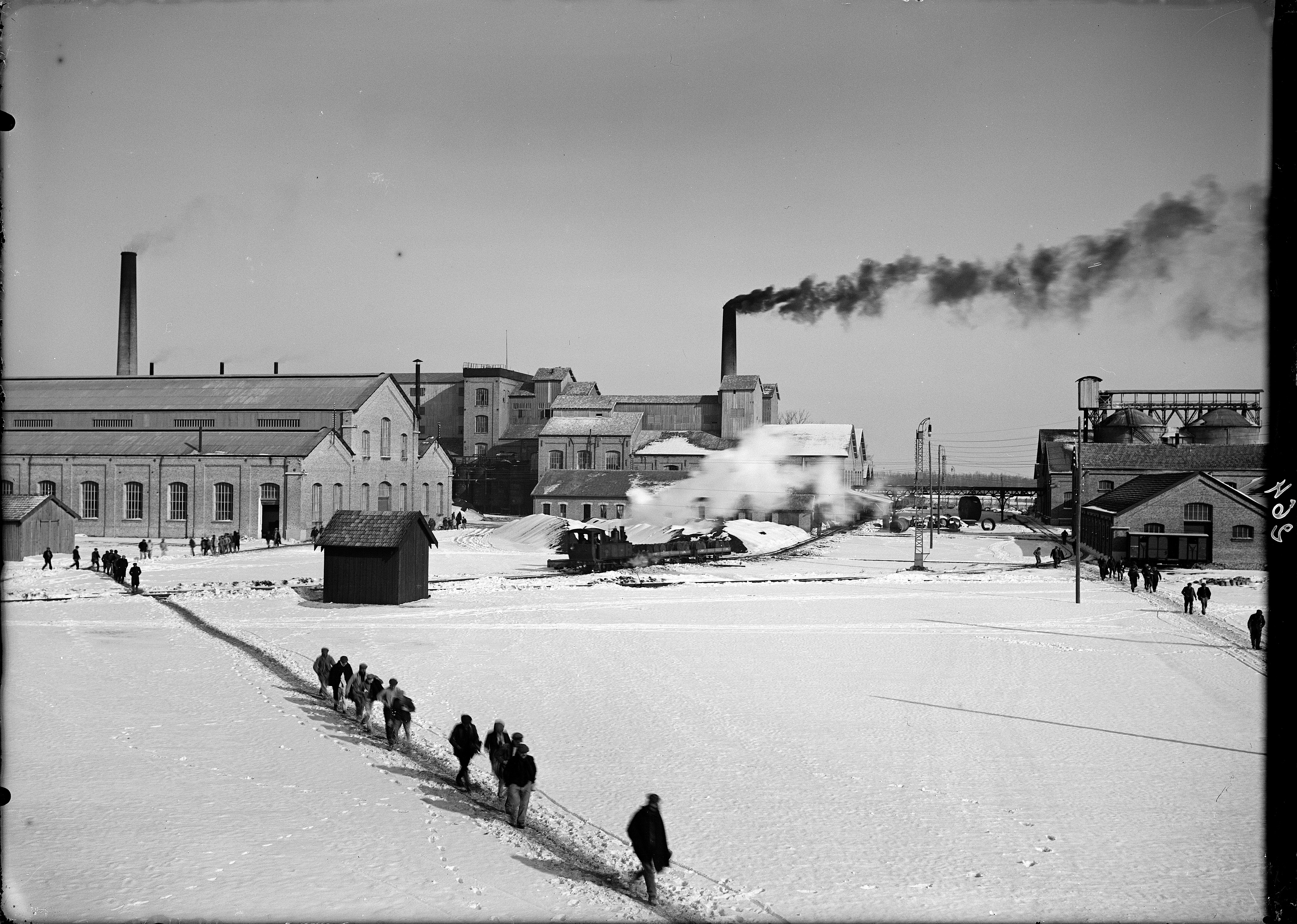
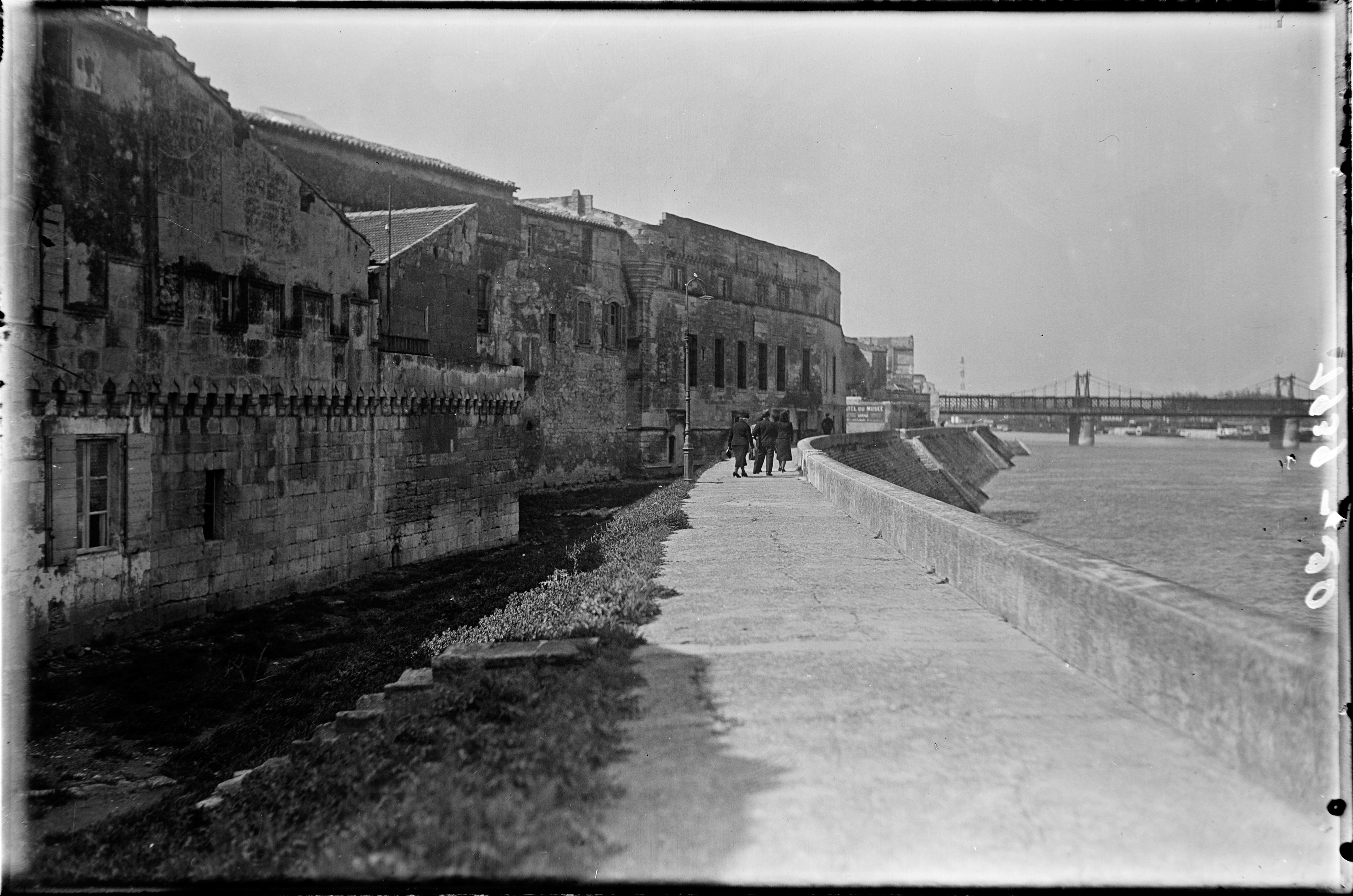
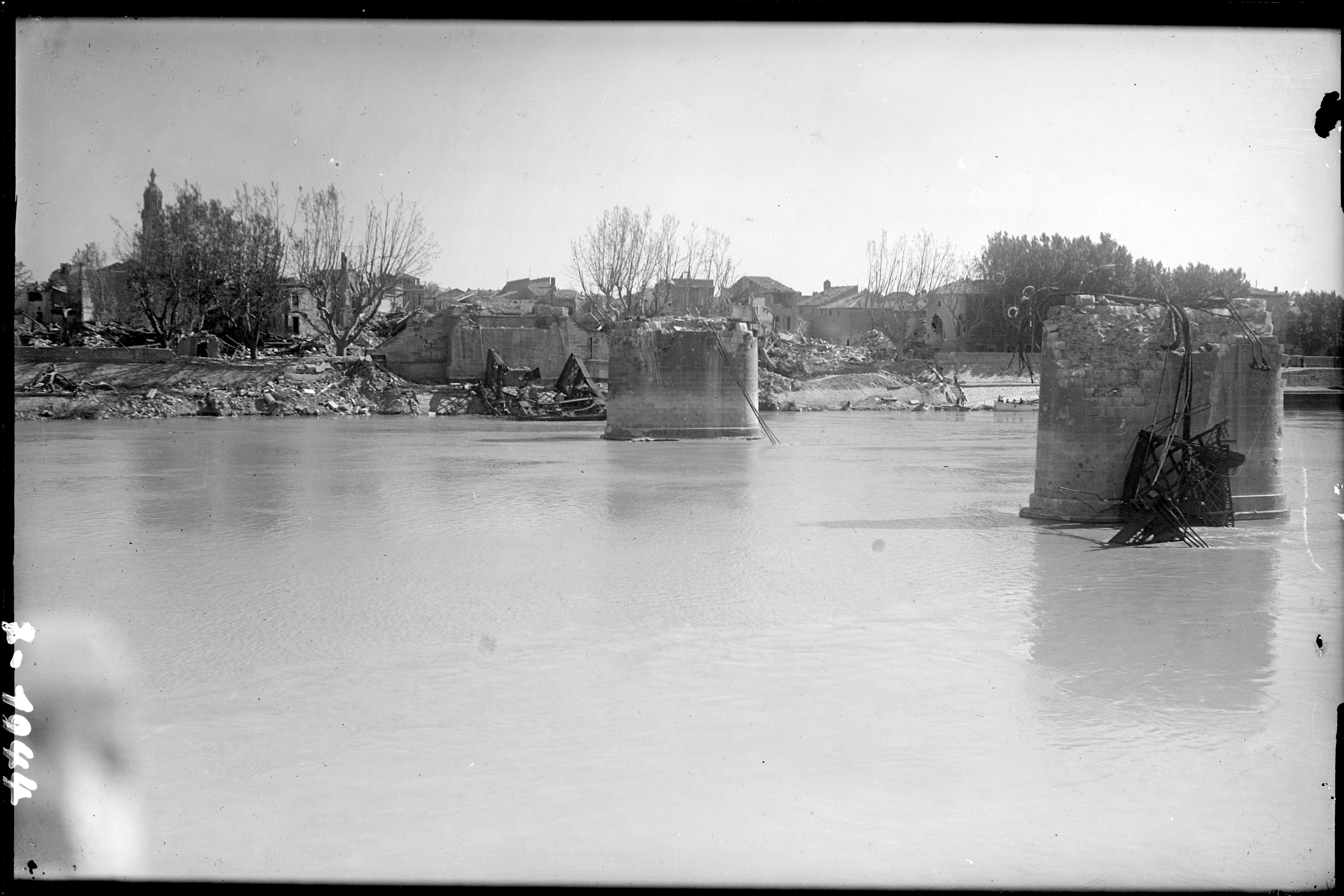